# Jason Beghe
Pour les articles homonymes, voir Beghe.
Jason Beghe est un acteur américain, né le 12 mars 1960 à New York.
Il est connu pour son rôle dans la série Les Frères McGrail (To Have and to Hold), ainsi que pour son rôle du sergent Hank Voight, dans la série Chicago Police Department. Il a été scientologue pendant 13 ans avant de se rendre compte des dérives de cette secte. Depuis, il lutte pour faire connaître ces dérives au grand public. Il fait notamment part de son témoignage dans le documentaire Going Clear: Scientology And The Prison Of Belief, sorti en 2015, et dans une interview par Mark Bunker.

## Biographie

### Enfance et formation
Jason Beghe est le fils de Bina House (décédée en mars 2012) et Renato William Beghe (décédé en juillet 2012). Il a deux sœurs Eliza Ashley Beghe, et Francesca Beghe-Green et un frère Adam Beghe.
Enfant, il s'est lié d'amitié avec David Duchovny, avec qui il a travaillé un certain temps comme barman.

### Vie privée
Il s'est marié en février 2000 avec Angie Janu. Ils ont deux fils, Bix Beghe et Bear Beghe. Le couple se sépare en 2016. En décembre 2017, il demande le divorce.

### Croyances religieuses

#### Implication dans la Scientologie
En 1994, lors d'un cours de théâtre donné par le shshhsh
scientologue Milton Katselas, Beghe est incité à s'inscrire à des cours de dianétique et de scientologie, ; un collègue étudiant (Bodhi Elfman) lui donne un livre sur la Scientologie et en 1999, Beghe aide à promouvoir une exposition « Qu'est-ce que la Scientologie? » dans le cadre d'une campagne publicitaire télévisée de l'Église de Scientologie en Grande-Bretagne. On le voit dans des vidéos promotionnelles de Scientologie en 2005.
En 2007, Beghe décide de quitter la scientologie à laquelle il dira avoir donné environ 1 million de dollars américains en 12 ans,. L'une des premières personnes qu'il voit après son départ est son ami David Duchovny dont il s'était éloigné en raison de son implication dans la Scientologie, Duchovny étant qualifié de "personne suppressive" par la secte (expression utilisée par les scientologues pour désigner ceux qui travaillaient contre l'Église de Scientologie).

#### Critique de la Scientologie
En avril 2008, Beghe commence à témoigner, et à critiquer publiquement l'Église de Scientologie et ses méthodes. Il participe d'abord à une interview sur ses expériences de scientologue ; un extrait en est publié en ligne mi-avril 2008 par Mark Bunker (l'un des critiques de la scientologie) y affirme que la Scientologie est « très dangereuse pour votre santé et votre évolution spirituelles, psychologiques, mentales et émotionnelles(...)Je n'ai pas d'agenda. J'essaie juste d'aider (...) j'ai le luxe d'être entré dans la Scientologie et après y avoir été, d'en être sorti. Et c'est une perspective que les gens qui sont toujours à l'intérieur et qui ne sont pas sortis n'ont pas ».
Le 28 avril 2008, Beghe publie en ligne une lettre ouverte à l'actuel chef « ecclésiastique » de la scientologie David Miscavige, lui demandant les dossiers confessionnels confidentiels que la Scientologie compile pendant les sessions d'Audition,
Beghe a déclaré à The Village Voice que de tels fichiers confidentiels sont conservés, dont relatifs à l'acteur Tom Cruise et d'autres scientologues célèbres.
Beghe a affirmé que la « pratique de déconnexion » de la scientologie (visant à éloigner psychiquement et/ou mentalement les adolescents et jeunes adultes de leurs parents et de leur famille proche) était toujours en place en 2008. Dans une interview avec Tony Ortega (en) pour The Village Voice, Beghe cite comme exemple de déconnexion le cas de son fils de quatre ans. Un ancien porte parole de la secte (Mike Rinder, ancien directeur du « Bureau des affaires spéciales » de l'Eglise de scientologie) confirmera cette pratique de déconnexion, lui même étant privé de tout contact avec sa famille restée scientologue, depuis qu'il a décidé de fuir la secte.
Jusqu'alors Beghe refuse cependant de parler de ses expériences personnelles de Scientologie à la télévision, s'en expliquant ainsi : « je voulais juste m'assurer que l'histoire ne parle pas de moi. Ce n'est pas de moi qu'il s'agit mais d'aider les autres qui sont encore perdus dans la secte ou qui jouent avec l'idée de s'y impliquer ».

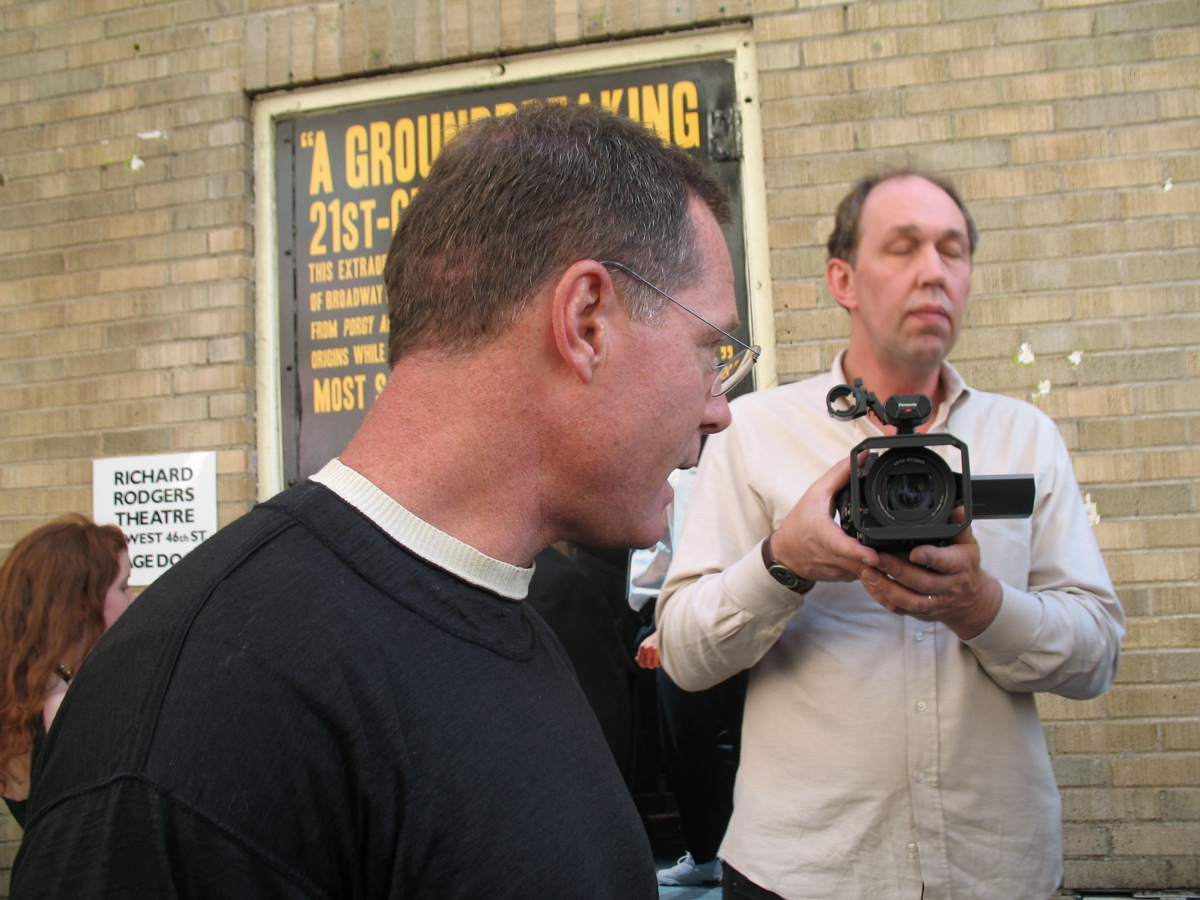
Beghe lors d'une manifestation du 29 mai 2008 contre la Scientologie à New York

Le 29 mai 2008, Beghe a participé à une manifestation contre l'Église de Scientologie devant le bâtiment de la Scientologie de la 46e rue Est à New York.

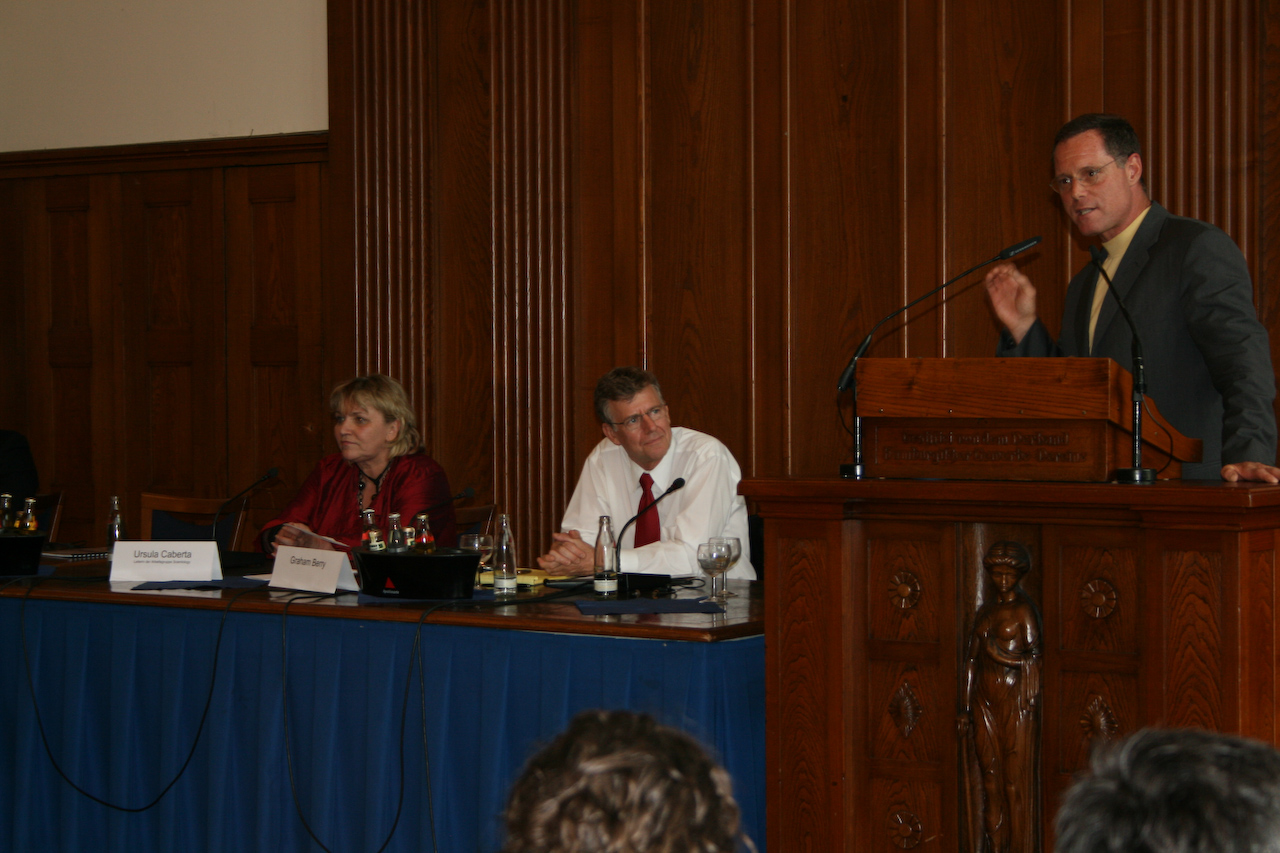
Beghe s'exprimant lors d'une conférence sur la Scientologie à Hambourg, Allemagne
(4 septembre 2008)

En septembre 2008, il s'est rendu en Europe pour alerter certains représentants du gouvernement à Hambourg, en Allemagne, quant aux dangers de la scientologie.

Beghe a suggéré que les gouvernements mettent en place des panneaux d'avertissement sur la Scientologie, un peu similaires aux avertissements placés sur les paquets de cigarettes ; le lendemain, un membre du ministère allemand de l'Intérieur lui a dit qu'un tel panneau avait été placé à l'extérieur d'un bâtiment de l'Église de Scientologie à Berlin.
En 2010 (septembre), Beghe s'exprime dans un documentaire de la BBC News Panorama, The Secrets of Scientology, y expliquant sa décision de quitter l'organisation ; il apparait aussi en 2015 dans le documentaire Going Clear de HBO (basé sur le livre du même nom de Lawrence Wright).

## Filmographie

### Cinéma
- 1985 : Compromising Positions de Frank Perry : Cupcake
- 1987 : Maid to Order d'Amy Jones : Bret
- 1988 : Incidents de parcours (Monkey Shines) de George Andrew Romero : Allan Mann
- 1991 : Thelma et Louise de Ridley Scott : State Trooper
- 1994 : Jimmy Hollywood de Barry Levinson : l'inspecteur
- 1997 : À armes égales (G.I. Jane) de Ridley Scott : Royce
- 1998 : The X Files, le film (The X Files) de Rob S. Bowman : l'agent du FBI avec la bombe
- 2005 : Queer Eye for the Homeless Guy de Joshua Stern : l'homme avec le change
- 2008 : One Missed Call d'Éric Valette : Ray Purvis
- 2010 : Les Trois Prochains Jours (Three Next Days) de Paul Haggis : l'inspecteur Quinn
- 2012 : Atlas Shrugged: Part II de John Putch : Henry Rearden
- 2012 : X-Men : Le Commencement (X-Men: First Class) de Matthew Vaughn : Un soldat américain
- 2013 : Phantom de Todd Robinson : Semak

### Téléfilms
- 1986 : Dress Gray (en) de Glenn Jordan : Hank Beaumont
- 1989 : Perry Mason: The Case of the All-Star Assassin : Bobby Spencer
- 1989 : La Revanche d'Al Capone (Man Against the Mob: The Chinatown Murders) : Sammy Turner
- 1990 : The Operation : John Kopiak
- 1990 : Johnny Ryan : Peter Howard
- 1992 : Les Visiteurs de l'au-delà : Ray Brooks
- 1993 : Full Eclipse : Doug Crane
- 1994 : Treasure Island: The Adventure Begins : Robbie
- 1996 : Coup du sort (Suddenly) : Joe Mulvey
- 1998 : L'Écho de la peur (Baby Monitor: Sound of Fear) : Matt
- 1998 : Un taxi pour le Canada (Cab to Canada) : Mike Donahue
- 2000 : Virus mortel (Runaway Virus) : Daniel Rothman
- 2000 : Le Fils retrouvé (When Andrew Came Home) : Eddie
- 2001 : Three Blind Mice : Carter Simmons
- 2002 : Maman, je suis seul contre tous (Home Alone 4) : Peter McCallister

### Séries télévisées
- 1990 : Code Quantum : Robert Skaggs (saison 2, épisode 22)
- 1990 : Arabesque : Wayne Bennett (saison 7, épisode 6)
- 1993 : Melrose place : lieutenant Jeffrey Lindley  (saison 2 épisode 18 à 20)
- 1996 : Good Company (en) : Ron Nash (épisodes inconnus)
- 1994 : X-Files : Larry Moore (saison 1, épisode 20 : Quand vient la nuit)
- 1998 : Les Frères McGrail (To Have and to Hold) : Sean McGrail
- 2002 : Les Experts : Russ Bradley (saison 2, épisode 15)
- 2004 : Pilot Season (en) : Henry R. Duke
- 2005 : JAG : Sergent des Marines (saison 10, épisode 5)
- 2006 : Veronica Mars : Cormac Fitzpatrick (saison 3, épisode 1)
- 2006 : Esprits Criminels : Sheriff Yates (saison 2, épisode 7)
- 2008 : Ghost Whisperer  : Kevin Keller (saison 4, épisode 5)
- 2008 : Life : John Flowers (saison 2, épisode 18)
- 2009 : Lie to me : Lieutenant de police (saison 1, épisode 11)
- 2009 - 2013 : Californication : Richard Bates (saisons 3, 5 et 6)
- 2010 : Castle : Mike Royce (saison 3, épisode 3 et 22)
- 2011 : NCIS : Enquêtes spéciales : Martin Blake (saison 8, épisode 16)
- 2012 : Body of Proof : Monsieur Brand
- 2012 - présent : Chicago Fire : Le sergent Hank Voight (personnage invité)
- 2013 - présent : Chicago Police Department : Le sergent Hank Voight (personnage principal)
- 2014 - 2015 : New York : Unité Spéciale : Le sergent Hank Voight (personnage invité) (saison 16, épisodes 7 et 20)
- 2015 : Prime suspect : Jake Keating (saison 1, épisode 1)
- 2016 - présent : Chicago Med : Le sergent Hank Voight (personnage invité)
- 2016 : New York : Unité Spéciale : Le sergent Hank Voight (personnage invité) (saison 17, épisode 14)
- 2017 : Chicago Justice : Le sergent Hank Voight (personnage invité)

### Voix françaises
En France
| - Jean-Jacques Nervest, dans : (9 séries télévisées et un film) - Cane - Californication - Hawthorne : Infirmière en chef - Médium - Castle - NCIS : Enquêtes spéciales - Prime Suspect - Body of Proof - The Finder - Phantom - Thierry Hancisse dans : (les séries télévisées) - Chicago Fire - Chicago Police Department - New York, unité spéciale - Chicago Med - Chicago Justice | - Olivier Destrez dans - Melrose Place (série télévisée) - Dharma et Greg (série télévisée) - One Missed Call - Pascal Germain dans : - La Vie avant tout (série télévisée) - Les Frères McGrail (série télévisée) - Les Trois Prochains Jours et aussi - Claude Giraud dans Incidents de parcours - José Luccioni dans Thelma et Louise - Philippe Vincent dans À armes égales - Lionel Tua dans Associées pour la loi (série télévisée) - Serge Blumenthal dans Maman, je suis seul contre tous (téléfilm) - Jean-François Aupied dans Veronica Mars (série télévisée) |